# حقائق الحياة (مسلسل)
حقائق الحياة (بالإنجليزية: The Facts of Life)‏ هو مسلسل كوميديا موقف تم إنتاجه في الولايات المتحدة. بدأ عرضه في سنة 1979. عرض على هيئة الإذاعة الوطنية. بلغ عدد مواسم المسلسل 9 مواسم، بلغ عدد حلقاته 209 حلقات، تم بث المسلسل لأول مرة بتاريخ 24 أغسطس 1979 بينما تم بث آخر حلقة منه بتاريخ 7 مايو 1988 بعد أن استمر لقرابة 9 أعوام. من بطولة نانسي ماكيون، باميلا أدلون، جورج كلوني وكلوريس ليتشمان.

## روابط خارجية
- حقائق الحياة على موقع IMDb (الإنجليزية)
- حقائق الحياة على موقع ميتاكريتيك (الإنجليزية)
- حقائق الحياة على موقع روتن توميتوز (الإنجليزية)
- حقائق الحياة على موقع كينوبويسك (الروسية)
- حقائق الحياة على موقع ألو سيني (الفرنسية)
- حقائق الحياة على موقع قاعدة بيانات الفيلم (الإنجليزية)